# VoThM (インディーズ)
VoThM (インディーズ)は、VoThMの1枚目のアルバムである。1991年12月26日にカセット・テープのみで発売された。

## 解説
- カセットテープのみでリリース。
- VoThMは、同バンドのメンバーである渡辺英樹が所属していたC-C-Bが解散した1989年にすでに結成しており、結成から最初の作品となる当作品が発売されるまで2年が経過していた。

## 収録曲
| 全編曲: VoThM。 |                            |          |                   |
| #               | タイトル                   | 作詞     | 作曲              |
| 1.              | 「1991」                   | 渡辺英樹 | 田中裕二          |
| 2.              | 「Fight or Flight,Knight」 | 渡辺英樹 | 丸山正剛/田中裕二 |
| 3.              | 「Hey! Mr.」               | 渡辺英樹 | 田中裕二          |
| 4.              | 「夕べのキミに…」          | 渡辺英樹 | 田中裕二          |

## 楽曲解説
1. 1991
後に、2ndアルバム『VoThM (パイロット版)』やベスト・アルバム『VoThM BEST』に収録。
2. Fight or Flight,Knight
後に、2ndアルバム『VoThM (パイロット版)』やベスト・アルバム『VoThM BEST』に収録。
3. Hey! Mr.
後に、4thアルバム『Welcome』とライブ・アルバム『Pre.VoThM』やベスト・アルバム『VoThM BEST』に収録。
4. 夕べのキミに…
後に、5thアルバム『ZEN』やベスト・アルバム『VoThM BEST』に収録。